# Orthopsyche vrupama
Orthopsyche vrupama là một loài Trichoptera trong họ Hydropsychidae. Chúng phân bố ở miền Australasia.